# Fryderyk Schütz
Fryderyk Adolf Schütz (ur. 25 maja 1782 w Warszawie, zm. 11 stycznia 1854 tamże) – warszawski architekt i budowniczy.

## Życiorys
Był synem warszawskiego budowniczego Karola Bogumiła Schütza i Chrystiany Elżbiety z Weberów. Ukończył prywatną szkołę w Warszawie i praktykę u ojca, po czym wyjechał na studia do Berlina. Po powrocie do Warszawy pracował w administracji rządowej, a w 1805 roku został rządowym inspektorem budownictwa.
W 1807 roku zaciągnął się w randze podporucznika do batalionu saperów Księstwa Warszawskiego, gdzie dosłużył się stopnia porucznika. Po wyjściu z wojska powrócił do pracy w administracji: został budowniczym Ministerstwa Spraw Wewnętrznych, a następnie radcą budowniczym Izby Administracyjnej Dóbr Skarbowych. Od 1817 roku do końca życia był członkiem Rady Ogólnej Budowniczej Królestwa Polskiego, uczestniczył we wszystkich pracach budowlanych tej rady.
Od 1820 roku wykładał budownictwo ekonomiczne na Królewskim Uniwersytecie Warszawskim. W latach 1826–1851 był radcą budowniczym Komisji Rządowej Przychodów i Skarbu.
Pełnił również funkcję konsystorza kościoła ewangelicko-augsburskiego i członka sądu konsystorskiego. Częściowo sfinansował pokrycie blachą dachu Kościoła Świętej Trójcy w Warszawie.

## Ważniejsze prace
- Projekt siedziby władz Towarzystwo Kredytowe Ziemskie przy ul. Świętojerskiej w Warszawie (1825).

## Odznaczenia
- Order Świętego Stanisława IV klasy
- Order Świętej Anny III klasy
- Order Świętego Włodzimierza IV klasy
- Znak Honorowy za 25 lat nieskazitelnej służby publicznej.

## Życie prywatne
Był dwukrotnie żonaty. W małżeństwie z Karoliną z Wilhelmów (1796–1864) miał 7 dzieci: Elżbietę Joannę zamężną Müller, zmarłe w niemowlęctwie: Elżbietę Emilię i Karola Jana, Ludwika Adolfa, Krystynę Annę, Jana Bogumiła Teofila oraz Paulinę Augustę zamężną Kozłowską.
Córka Schütza Krystyna Anna wyszła za Edwarda Strasburgera.
Schütz był masonem. W 1820 roku został zastępcą przewodniczącego loży „Halle der Beständigkeit” w VII stopniu.
W 1854 roku otrzymał od cara Mikołaja I tytuł szlachecki i herb „Strzelec”.
Został pochowany na cmentarzu ewangelicko-augsburskim w Warszawie (aleja 2 nr 12).